# GNU 아이스캣
GNU 아이스캣(GNU IceCat)은 이전에 GNU 아이스위즐(GNU IceWeasel)로 알려져 있던, GNU 프로젝트에 의해 배포되는 웹 브라우저이다. 아이스캣은 완전한 자유 소프트웨어로 만들어졌으며, 모질라 파이어폭스의 포크이다.
GNU 프로젝트는 아이스캣을 통해 파이어폭스의 최신 개발물과의 호환을 유지하고, 모질라 재단에 의해 릴리즈되어 자유 소프트웨어 지지자들에 의해 비자유 컨텐츠로 분류되어 있는 제한된 공식 아트웍과 플러그인 저장소를 제거하면서 모질라 파이어폭스의 버전을 제공하려는 목표를 가지고 있다.

## 특징
GNU 아이스캣의 가장 큰 장점은 완전한 자유 소프트웨어라는 것이다.
공식적인 파이어폭스 릴리즈와의 차이점은 다음과 같다.
- 자유 소프트웨어만을 포함
  - 제한된 아트웍들을 자유 아트워크들로 치환
  - 제한적인 충돌 보고 시스템을 제거 (이 시스템의 바이너리만 배포 가능한 라이선스 때문)
  - 자유로운 플러그인만을 플러그인 검색 서비스에서 제공
- 프라이버시 보호 기능을 추가.
  - 서드파티 HTTP 쿠키로 나타나는 서드파티 zero-length 이미지 파일들. (웹 버그)[4] 파이어폭스 1.0과 1.5의 서드파티 쿠키들은 UI를 통해 완전히 해제될 수 있음을 참조. 그러나 UI옵션은 2.0 버전에서는 제거되었다.
  - URL 넘겨주기 (경고만)[4]

## 역사

### 이름의 유래
상표법에 의해 그 트레이드마크를 보호하기 위해 모질라는 트레이드마크를 기술된 정책에 따라 사용할 것을 요구하며 이를 지키지 않을 경우 가이드라인을 충족하지 않는 비공식 빌드에 대해 "파이어폭스"라는 이름의 사용을 거부할 수 있도록 했다.
배포판들이 모질라에서 제공하는 실행 파일들을 사용하지 않으면, 가이드라인을 충족하지 못하므로, 특별 허가를 받지 않는 이상 그들은 반드시 파이어폭스의 소스를 컴파일할 때 파이어폭스라는 브랜드명과 연관된 아트웍들을 사용하지 않고 대신 들어간 자유 아트웍 또는 컴파일 타임에 주어진 아트웍들을 사용하는 바이너리를 생성하도록 옵션을 주어서 컴파일해야 했다.
이런 정책으로 인해 데비안 프로젝트와 2004년과 2005년에 긴 논쟁이 있었다. 논쟁 동안에, "아이스위즐"이라는 이름이 파이어폭스의 개명 버전의 이름으로 제시되었다. 이런 의미에서의 아이스위즐이라는 이름의 최초의 사용은 나타나엘 네로드가
에릭 도랜드의 "아이스래빗" 제안에 단 답변에서 처음 나타났다.
이 이름은 "파이어폭스"의 패러디로 만들어진 것이었다. "아이스위즐"은 모질라의 상표 정책에서 파이어폭스의 개명 버전의 이름의 예시로 사용되었고
이후 (가상의) 파이어폭스의 개명 버전에 가장 흔히 사용되는 이름이 되었다. 2005년 1월 1일에 이 이름은 "아이스위즐 루트"란 이름으로 적용되었다.
"얼음 족제비"라는 용어는 매트 그뢰닝이 프리드리히 니체에게 가상으로 증여한 시구에서 먼저 나타났다. "사랑은 툰드라를 달리는 스노모빌로, 갑자기 뒤집어지면서 당신을 아래로 추락하게 한다. 그리고 밤엔 얼음 족제비들이 다가온다." 
데비안은 처음에 상표를 사용할 허가를 가지고 파이어폭스라는 이름을 사용하고 있었다.
그러나 파이어폭스에서 사용된 아트웍들이 독점적 저작권을 가지고 있어 데비안 자유 소프트웨어 가이드라인과 맞지 않았기 때문에 대용의 로고가 사용되어야 했다.
2006년에, 모질라는 데비안이 파이어폭스라는 이름을 사용할 권리를 회수했으며, 아이스위즐이 그 자리를 대신했다.

### 그누질라 아이스위즐
2005년 8월에, 그누질라 프로젝트가 아이스위즐이란 이름의 자유 아트웍을 사용하는 파이어폭스에 대한 프로젝트로 채택되었다.
최초의 그누질라 아이스위즐의 릴리즈는 파이어폭스의 1.5.0.4 버전에 기반한 것이었다. version of Firefox. 1.5.0.5나 1.5.0.6 버전에 기반한 릴리즈는 없었으며, 2008년 4월 현재의 최신 버전은 2.0.0.13 및 3.0b5(베타 버전)이다.

### 이름 변경
2007년 9월 23일에, 개발자들 중 한 명은 그누질라의 공식 메일링 리스트에서 다음 릴리즈의 이름은 아이스캣(IceCat)으로 바뀔 것이라고 밝혔다. 그 이유는 데비안이 이미 그누질라 이전에 이미 아이스위즐이라는 이름을 사용하고 있었으며 따라서 두 가지 독립적인 릴리즈간에 혼동을 피하기 위해서라고 하였다. 바뀐 이름은 현재까지 아이스캣으로 유지되고 있다.

## 배포
아이스캣은 32비트 i386 아키텍처에서 사용할 수 있으며 무료로 다운로드할 수 있다. 현재의 빌드는 리눅스용만 존재하지만 바이너리와 소스 모두 다운로드할 수 있다.

## 라이선스
그누질라는 모질라가 소스 코드에 사용하는 모질라 공개 라이선스(MPL)/GNU 일반 공중 사용 허가서(GPL)/GNU 약소 일반 공중 사용 허가서(LGPL)의 삼중 라이선스를 따르고 있다. 모질라와 달리 아이스캣의 기본 아이콘들 또한 위의 삼중 라이선스를 따른다.

## 같이 보기
- 그누질라
- 아이스도브
- 아이스에이프
- 모질라 파이어폭스
- 데비안에서 개명된 모질라 소프트웨어들